# أرماندو كوبر
أرماندو كوبر (بالإسبانية: Armando Cooper)‏ (26 نوفمبر 1987 كولون (بنما) بنما - ) هو لاعب كرة قدم بنمي يلعب كلاعب وسط.

## روابط خارجية
- أرماندو كوبر على موقع الاتحاد الدولي (مؤرشف)  (الإنجليزية)
- أرماندو كوبر على موقع الدوري الأمريكي (الإنجليزية)
- أرماندو كوبر على موقع إي إس بي إن إف سي (الإنجليزية)
- أرماندو كوبر على موقع قاعدة بيانات كرة القدم.إي يو (الإنجليزية)
- أرماندو كوبر على موقع ناشيونال فوتبول تيمز (الإنجليزية)
- أرماندو كوبر على موقع Soccerbase.com (لاعب) (الإنجليزية)
- أرماندو كوبر على موقع Soccerway.com (الإنجليزية)
- أرماندو كوبر على موقع عالم كرة القدم.نت (الإنجليزية)
- أرماندو كوبر على موقع AS.com (الإسبانية)